# アーロン・ベイリー
アーロン・ベイリー（Aaron Bailey 1971年10月24日- ）はミシガン州アナーバー出身のアメリカンフットボール選手。NFLのインディアナポリス・コルツでプレーした後、XFL、アリーナフットボールリーグを渡り歩いた。ポジションはワイドレシーバー。
ルイビル大学からNFLのインディアナポリス・コルツに入団した。入団2シーズン目の1996年1月14日、ピッツバーグ・スティーラーズとのAFCチャンピオンシップゲームで16-20とリードされた残り5秒、敵陣29ヤードからの攻撃でジム・ハーボーからのヘイルメアリーパスのターゲットとなった。このプレーについて解説のフィル・シムズはパス成功だと主張するほど際どいプレーであったが判定はパス不成功となり、チームはスーパーボウル出場を逃した。
2001年にXFLのシカゴ・エンフォーサーズ、2001年から2006年までアリーナフットボールリーグでプレー、2005年にはアリーナフットボールリーグトップのレシーブ数を記録した。